# Regeneracija gozda
Regeneracija gozda je strokovni izraz za naravni odziv ekosistema na občasne moteče spremembe v okolju – ekološke motnje. Spremembe v okolju povzročajo naravni pojavi: v manjšem obsegu je to npr. odmiranje osebkov, v večjem pa naravna ujma (veter, sneg, žled, požar). Motnje v gozdu povzroča tudi človekova dejavnost, predvsem v obliki poseganja v gozd (pridobivanje lesa, paša v gozdu, gojenje divjadi, požigalništvo, viri onesnaževanja).
Motnje v ekosistemu povzročajo spremembe v medsebojnem vplivanju ( interakcija) ekoloških dejavnikov ekološki dejavnik. To se odraža na tako, da je (začasno) spremenjeno (porušenem) ekološko ravnovesje. Pri vseh spremembah v okolju se ustvarjajo nove rastne možnosti. Praviloma se izboljšajo svetlobne razmere. Najbolj sposobni organizmi izrabijo nove možnosti za lastni razvoj, ekosistem pa za regeneracijo gozda. 
V procesu regeneracije se gozd prenavlja (regenerira), v ugodnih razmerah tudi pomlajuje. Konkurenčno sposobnejši organizmi nadomeščajo šibkejše in izločene, zapolnjujejo rastni prostor in vzpostavljajo ekološko ravnovesje.
V naravi poteka regeneracija gozda samodejno in v daljšem časovnem razdobju neprekinjeno. Gozd se obnavlja do najvišjega razvojnega nivoja, ki ga omogočajo klimatske razmere klima in rastišče. Tak gozd imenujemo klimaks. Klimaksni gozd je v dolgem časovnem obdobju najvišje razvita in najobstojnejša oblika življenja na kopnem. Zato pravimo, da so gozdovi večni. Klimaksni gozd vztraja v naravi, dokler se bistveno ne spremenijo klimatske razmere (npr. ledena doba, aridno obdobje).
V gospodarskem gozdu (gospodarski gozd) žal poteka regeneracija gozda drugače. Intenzivni človekovi posegi v gozd (jakost in pogostnost) namreč  pogosto presegajo regeneracijske sposobnosti ekosistema. Zato se gospodarski gozdovi obnavljajo na nižjih razvojnih nivojih (od klimaksa). Taki gozdovi so bolj občutljivi (na ujme), manj donosni in zahtevajo veliko več časa za uspešno regeneracijo gozda - seveda pod pogojem, da intenzivni posegi prenehajo ali se močno zmanjšajo. Ob skrajnih posegih v (gozdno)okolje, se izdatneje poruši tudi ekološko ravnotežje. Gozd v svojem razvoju nazaduje (degradira), najprej v malo donosni gozd, nato v grmišče, travišče, končno pa propade in izgine vsa vegetacija (primer: kraške goljave, Mežiška dolina smrti). Regeneracija gozda je vedno odvisna od stopnje degradacije okolja in od jakosti človekovih posegov vanj.V močno izsekanih gozdovih regeneracija gozda običajno traja zelo dolgo.